# Kohneh Lāhījān
Kohneh Lāhījān (persiska: کهنه لاهیجان) är en ort i Iran.   Den ligger i provinsen Västazarbaijan, i den nordvästra delen av landet, 600 km väster om huvudstaden Teheran. Kohneh Lāhījān ligger 1 496 meter över havet och antalet invånare är 957.
Terrängen runt Kohneh Lāhījān är varierad. Runt Kohneh Lāhījān är det ganska glesbefolkat, med 48 invånare per kvadratkilometer. Närmaste större samhälle är Piranshahr, 8,1 km norr om Kohneh Lāhījān. Trakten runt Kohneh Lāhījān består i huvudsak av gräsmarker.